# ديريك كار (لاعب كرة قدم أمريكية)
ديريك كار (بالإنجليزية: Derek Carr)‏ هو لاعب كرة قدم أمريكية أمريكي، ولد في 28 مارس 1991 في بيكرسفيلد في الولايات المتحدة.

## وصلات خارجية
- الموقع الرسمي
- ديريك كار على موقع إي إس بي إن.كوم (أن.أف.أل)3
- ديريك كار على موقع مرجع كرة القدم المحترفة.كوم (الإنجليزية)
- ديريك كار على موقع كلية كرة القدم في سبورتس رفرنس.كوم (الإنجليزية)